# Família Konoe
A família Konoe Konoe-ke (japonês: 近衛家) se originou do ramo Hokke do clã Fujiwara. Foi fundada por Konoe Motozane, com o apoio de Taira no Kiyomori. Os Konoe faziam parte, junto com as famílias Takatsukasa, Kujō, Ichijō e Nijō do Sekke (as cinco casas regentes). Por isso muitos dos Sessho, Kanpaku e Daijō Daijin através de séculos eram membros desta família. 
O nome da família adveio de sua posição no Comando da Guarda Imperial (Konoe). Era uma família rica e influente, os Konoe forneciam proteção e várias formas de assistência a vários setores influentes da sociedade feudal japonesa. Além disso conseguiu se solidificar na elite através de casamentos com a família imperial, com as casas shogunais e com daimiôs influentes. Durante o período Muromachi, a guilda dos produtores de folhas de ouro em Kyoto desfrutou da proteção dos Konoe. Konoe Nobutada (1565-1614) foi adotado pela família imperial como herdeiro, embora nunca tenha assumido o trono; Konoe Motohiro (1648-1722), líder da família em sua época, casou-se com a princesa imperial Shinanomiya Tsuneko, e sua filha Konoe Hiroko se casou com Shogun Tokugawa Ienobu. Em 1661 foram os Konoe que concederam ao monge Ingen terras para que pudesse estabelecer o templo Manpuku-ji, introduzindo assim o Ôbaku Zen no Japão.
Alguns séculos depois, Konoe Tadahiro adotou Atsu-hime, uma filha do clã Shimazu. Desta forma tanto os Konoe quanto os Shimazu puderam se beneficiar da relação entre suas famílias em seus esforços para conquistar riquezas e poder através do caos que cercava a Restauração Meiji.
A mansão da família Konoe incendiou-se em 25 de novembro de 1675, mas cinco intendentes da casa enfrentaram as chamas para salvar vários tesouros da família e documentos históricos. Devido a seus esforços, cerca de 200 mil documentos sobrevivem hoje no arquivo da família em Kyoto, que é conhecido como o Bunko Yômei.
O Primeiro-Ministro Fumimaro Konoe (que exerceu seu mandato entre 1937 e 1939) pertencia a esse clã.

## Lista de membros
- Konoe Motozane, 1143–1166
- Konoe Motomichi, 1160–1233
- Konoe Iezane, 1179–1243
- Konoe Kanetsune, 1210–1259
- Konoe Motohira, 1246–1268
- Konoe Iemoto, 1261–1296
- Konoe Tsunehira, 1287–1318
- Konoe Mototsugu, 1305–1354
- Konoe Michitsugo, 1333–1387
- Konoe Kanetsugu, 1360–1388
- Konoe Tadatsugu, 1383–1454
- Konoe Fusatsugu, 1402–1488
- Konoe Masaie, 1445–1505
- Konoe Hisamichi, 1472–1544
- Konoe Taneie, 1503–1566
- Konoe Sakihisa, 1536–1612
- Konoe Nobutada, 1565–1614
- Konoe Nobuhiro, 1599–1649
- Konoe Hisatsugu, 1622–1653
- Konoe Motohiro, 1648–1722
- Konoe Iehiro, 1667–1736
- Konoe Iehisa, 1687–1737
- Konoe Uchisaki, 1728–1785
- Konoe Tsunehiro, 1761–1799
- Konoe Motosaki(jp), 1783–1820
- Konoe Tadahiro(jp), 1808–1898
- Konoe Tadafusa(jp), 1838–1873
- Konoe Atsumaro(jp), 1863–1904
- Fumimaro Konoe, 1891–1945, Primeiro-Ministro do Japão
- Hidemaro Konoe(jp), 1898–1973
- Tadateru Konoe(jp), n. 1939
- Tadahiro Konoe(jp), n. 1970